# Valeriu Găină
Valeriu Găină (n. 25 iulie 1956, Căzănești, Telenești, RSS Moldovenească) este un chitarist, compozitor, aranjor de muzică și conducător de formație ruso-american, originar din Republica Moldova.

## Cariera și activitate muzicală
Valeriu Găină s-a născut pe 25 iulie 1956 în Căzănești, raionul Telenești, din RSS Moldovenească, în familia lui Boris Alexandru Găină și a Ecaterinei Tudor Găină.
A studiat la școala medie la Telenești, unde a strălucit pe estrada locală. A absolvit Colegiul de Muzică „Elena Sârbu” din Soroca. A activat în formațiile "Cordial" (Tiraspol), "Magistrali" (Blagoveșcensk din Rusia), "Molodye golosa" (Tambov din Rusia), iar recunoașterea binemeritată i-a venit în anul 1981, când a prezentat spectacole de mare audiență în cele mai mari săli din Rusia, în cadrul formației de muzică hard-rock "Cruiz" (Croaziera), unde s-a afirmat și ca compozitor. În anii 1985-1989, unele topuri unionale și republicane l-au clasificat ca cel mai bun chitarist rock din fosta U.R.S.S. A practicat stilurile: hard rock, thrash metal, heavy metal, speed metal. Din 1988 locuiește în Germania, la München, unde a produs două discuri cu trio-ul "Kruiz", iar din 1991 în S.U.A, la Los-Angeles și Hollywood, unde a mai produs alte câteva discuri. În urma turneului din Rusia din ultimii ani, a mai lansat discul "Din nou cu tine" (2006).
Valeriu Găină a condamnat puternic invazia Rusiei în Ucraina.

## Discografie
- 1981, Крутится волчок ("Vârf rotitor")
- 1982, Послушай, человек ("Ascultă aici, omule")
- 1983, Путешествие на воздушном шаре ("Călătorie cu balonul cu aer cald")
- 1984, P.S.: Продолжение следует ("P.S.: Va urma")
- 1985, КиКоГаВВА ("KikoGaVVA")
- La un album retrospectiv al formației a apărut seria "Legendele rock-ului rusesc "
- 1987, Круиз-1 ["Croaziera-1"] (reeditat 2002 (DEMO CD) și în 2007, în versiune completă)
- 1988 "Kruiz" (WEA, Muenchen, reeditat în 2007 г.)
- 1989, "Kruiz 1989"
- 1991, Gain (Frozenhound studio records, Los-Angeles)
- 1993, Karma (Frozenhound studio records, Los-Angeles)
- 1994, Shue String DeLilla (Los Angeles)
- 1997, Insulated
- 2006, Снова твой ["Al tău din nou"] (reeditat 2007)
- 2008, С кем тыиграешь и поёшь?! ("Cu cine cânți?!")

## Biblioteci
- Biblioteca Congresului S.U.A.
- Biblioteca de Stat a Rusiei (search: Гаина)
- Biblus Arhivat în 23 decembrie 2011, la Wayback Machine.
- Biblioteca Natională a Spaniei (search: gaina, valeri)
- Biblioteca Națională a Lituaniei Arhivat în 13 septembrie 2008, la Wayback Machine.)(Ieskoti: gaina, valeri)
- Biblioteca Natională a Moldovei Arhivat în 3 august 2009, la Wayback Machine.(Nume propriu: krutica volčok; poslušai, čelovek; Putešestvie na vozdušnom šare; kikogavva;kruiz - 1; karma; insulated )

#### Interviuri
- Interviu de Victor Nichituș[nefuncțională]